# ももクロ春の一大事2013 西武ドーム大会 〜星を継ぐもも Peach for the Stars〜
『ももクロ春の一大事2013 西武ドーム大会 〜星を継ぐもも Peach for the Stars〜』（ももクロはるのいちだいじ にせんじゅうさん せいぶドームたいかい ほしをつぐもも ピーチ・フォー・ザ・スターズ）は、2013年4月13日と14日に開催されたライブ。Blu-ray & DVDとして発売されている。

## 概要
前年の大みそかに念願のNHK紅白歌合戦出場を果たし、グループがさらに光り輝く存在になることを祈願したステージコンセプトとなった。「星を継ぐもも」「Peach for the Stars」というサブタイトルがつけられ、それぞれ"星を継ぐ者"および"Reach for the Stars（星をつかめ、という意味の熟語）"を意識している。スターに近づくための一歩として、往年の名歌手である坂本冬美・松崎しげる・南こうせつ、さらには広瀬香美やmihimaru GTとのコラボが行われ、初めてバンドによる生演奏が取り入れられた（「ダウンタウンももクロバンド」という名称で以下がメンバーである）。
- 武部聡志 - キーボード、音楽監督
- 村石雅行 - ドラムス
- 朝倉真司 - パーカッション
- 浜崎賢太 - ベース
- 佐藤大剛 - ギター
- 西川進 - ギター
- 宗本康兵 - キーボード
- marron - コーラス
- 加藤いづみ - コーラス
- 竹上良成 - サックス
- ルイス・バジェ (Luis Valle) - トランペット
- 榎本裕介 - トロンボーン
- 白澤美佳 - ヴァイオリン
- TeddyLoid - LIVE DJ

### 地上波による生中継
初日の模様が、テレビ埼玉、岐阜放送、KBS京都、サンテレビの独立テレビ局4局で生中継された。放送時間帯は19時から21時までのプライムタイム。解散ライブでもない通常のライブが地上波で生中継されるのは異例のことと報じられた。中継は『Z女戦争』の前後から始まり本編ラストの『灰とダイヤモンド』まで放送された。
また、アンコールの模様はUstreamの公式チャンネルにて引き続き中継された。

## ももクロ春の一大事2013 西武ドーム大会 〜星を継ぐもも vol.1 Peach for the Stars〜

### セットリスト
1. Neo STARGATE
2. BIRTH Ø BIRTH
3. サラバ、愛しき悲しみたちよ
4. DNA狂詩曲
5. 仮想ディストピア
ライブ映像 - YouTube
6. キミとセカイ
7. 黒い週末
8. 月と銀紙飛行船
9. 太陽とえくぼ
10. だって あーりんなんだもーん☆
11. 涙目のアリス
12. 事務所にもっと推され隊
13. 上球物語 -Carpe diem-
14. Z女戦争
15. キミノアト
16. BIONIC CHERRY
17. 宙飛ぶ!お座敷列車
18. 僕等のセンチュリー
19. 猛烈宇宙交響曲・第七楽章「無限の愛」
20. ツヨクツヨク
ももクロとmihimaru GTがコラボ歌唱。mihimaru GT＋MCZとして、デビュー当時からカバーし続けてきた同曲を本人と歌った。
21. Z伝説 〜終わりなき革命〜
22. 5 The POWER
23. ゲッダーン!
24. 神田川
南こうせつがゲスト歌唱。
25. あの素晴しい愛をもう一度
ももクロと南こうせつがコラボ歌唱。
26. スターダストセレナーデ
27. ももクロのニッポン万歳!
28. オレンジノート
29. 灰とダイヤモンド
30. Chai Maxx（アンコール）
31. ミライボウル（アンコール）
32. 走れ!（アンコール）
33. 労働讃歌（アンコール）
ライブ映像 - GYAO!

特典映像（DVD & Blu-ray）
星を継ぐための舞台裏 vol.1

## ももクロ春の一大事2013 西武ドーム大会 〜星を継ぐもも vol.2 Peach for the Stars〜

### セットリスト
1. 黒い週末
2. 仮想ディストピア
3. 上球物語 -Carpe diem-
4. ピンキージョーンズ
5. PUSH
6. ゲッダーン!
7. 労働讃歌
8. Believe
9. BIRTH Ø BIRTH
10. CONTRADICTION
11. D'の純情
12. 愛のメモリー
松崎しげるがゲスト歌唱。初めて「次回のライブ告知」なしでの出演となった。
13. 愛のボラーレ
ももクロと松崎しげるがコラボ歌唱。
14. BIONIC CHERRY
15. 月と銀紙飛行船
16. Wee-Tee-Wee-Tee
17. 行くぜっ!怪盗少女
18. promise
広瀬香美がゲスト歌唱。
19. ロマンスの神様
ももクロと広瀬香美がコラボ歌唱。クリスマスライブ『ももいろクリスマス』の会場で販売する限定CDに収録される新曲を提供してくれるよう、本人たちから広瀬にオファーがなされた
20. サラバ、愛しき悲しみたちよ
21. 5 The POWER
22. ワニとシャンプー
23. 夜桜お七
坂本冬美がゲスト歌唱。同年2月のNHK福祉大相撲での共演がきっかけでのゲスト出演
24. 花はただ咲く
ももクロと坂本冬美がコラボ歌唱。
25. 走れ!
ももクロと坂本冬美がコラボ歌唱。
26. 空のカーテン
27. あの空へ向かって
28. コノウタ
29. Neo STARGATE（アンコール）
30. 宙飛ぶ!お座敷列車（アンコール）
31. 灰とダイヤモンド（アンコール）
32. Chai Maxx（アンコール）

特典映像（DVD & Blu-ray）
星を継ぐための舞台裏 vol.2

## ライブビューイング
両日の模様が、『直送ももクロvol.9 平面革命 「ももクロ春の一大事2013」西武ドーム大会〜星を継ぐもも vol.1/vol.2 Peach for the Stars〜』として全国の映画館とライブハウスへライブビューイングされた。
| 都道府県 | 市区町村   | 劇場名                               |
| -------- | ---------- | ------------------------------------ |
| 北海道   | 札幌市     | ディノスシネマズ札幌劇場             |
| 北海道   | 札幌市     | Zepp Sapporo[A]                      |
| 宮城県   | 仙台市     | MOVIX仙台                            |
| 宮城県   | 黒川郡     | 109シネマズ富谷                      |
| 東京都   | 千代田区   | TOHOシネマズ日劇[B]                  |
| 東京都   | 港区       | TOHOシネマズ六本木ヒルズ             |
| 東京都   | 新宿区     | 新宿ピカデリー                       |
| 東京都   | 渋谷区     | TOHOシネマズ渋谷                     |
| 東京都   | 豊島区     | シネマサンシャイン池袋               |
| 東京都   | 八王子市   | TOHOシネマズ 南大沢                  |
| 東京都   | 港区       | 品川ステラボール[C]                  |
| 東京都   | 渋谷区     | Shibuya O-EAST[D]                    |
| 東京都   | 江東区     | 新木場STUDIO COAST                   |
| 神奈川県 | 川崎市     | TOHOシネマズ 川崎                    |
| 神奈川県 | 海老名市   | TOHOシネマズ 海老名                  |
| 千葉県   | 千葉市     | シネプレックス幕張                   |
| 千葉県   | 市川市     | TOHOシネマズ 市川コルトンプラザ      |
| 埼玉県   | さいたま市 | MOVIXさいたま                        |
| 埼玉県   | 越谷市     | イオンシネマ越谷レイクタウン         |
| 埼玉県   | 鶴ヶ島市   | シネプレックスわかば                 |
| 茨城県   | 水戸市     | シネプレックス水戸                   |
| 栃木県   | 宇都宮市   | TOHOシネマズ 宇都宮                  |
| 群馬県   | 伊勢崎市   | プレビ劇場ISESAKI                    |
| 静岡県   | 浜松市     | TOHOシネマズ 浜松                    |
| 愛知県   | 名古屋市   | 109シネマズ名古屋                    |
| 愛知県   | 名古屋市   | ミッドランドスクエアシネマ           |
| 愛知県   | 安城市     | 安城コロナシネマワールド             |
| 石川県   | 金沢市     | 金沢コロナシネマワールド             |
| 富山県   | 富山市     | TOHOシネマズファボーレ富山           |
| 大阪府   | 大阪市     | TOHOシネマズ 梅田                    |
| 大阪府   | 大阪市     | TOHOシネマズ なんば                  |
| 大阪府   | 大阪市     | なんばパークスシネマ                 |
| 大阪府   | 大阪市     | Zepp Namba[E]                        |
| 京都府   | 京都市     | TOHOシネマズ 二条                    |
| 京都府   | 京都市     | MOVIX京都                            |
| 兵庫県   | 神戸市     | 109シネマズHAT神戸                   |
| 兵庫県   | 西宮市     | TOHOシネマズ 西宮OS                  |
| 岡山県   | 岡山市     | TOHOシネマズ 岡南                    |
| 広島県   | 広島市     | 109シネマズ広島                      |
| 愛媛県   | 松山市     | シネマサンシャイン衣山               |
| 福岡県   | 福岡市     | TOHOシネマズ天神                     |
| 福岡県   | 福岡市     | ユナイテッド・シネマキャナルシティ13 |
| 福岡県   | 福岡市     | Zepp Fukuoka[F]                      |
| 長崎県   | 長崎市     | TOHOシネマズ 長崎                    |
| 熊本県   | 熊本市     | シネプレックス熊本                   |
| 沖縄県   | 那覇市     | シネマQ                              |

A 14日のみ
B 13日のみ
C 14日のみ
D 14日のみ
E 13日のみ
F 13日のみ